# Stiriodes procida
Stiriodes procida är en fjärilsart som beskrevs av Druce 1889. Stiriodes procida ingår i släktet Stiriodes och familjen nattflyn. Inga underarter finns listade i Catalogue of Life.